# Öländsk svavellav
Öländsk svavellav (Fulgensia schistidii) är en lavart som först beskrevs av Anzi, och fick sitt nu gällande namn av Poelt. Öländsk svavellav ingår i släktet Fulgensia och familjen Teloschistaceae. Arten är reproducerande i Sverige. Inga underarter finns listade i Catalogue of Life.